# Julius Brautlecht
Karl Friedrich Julius Brautlecht (* 28. September 1837 in Braunschweig; † 13. Juni 1883 in Wendeburg) war ein deutscher Apotheker. Er entwickelte den ersten brauchbaren Nachweis für den Typhus-Bazillus.

## Leben

### Jugendzeit
Er wurde als zweiter Sohn des Bäckermeisters Heinrich Brautlecht und dessen Ehefrau Luise (geb. Brendecke) geboren. Bis zu seinem achten Lebensjahr war er häufig krank, dann wohl noch etwas schwächlich, später kräftigte er sich immer mehr. Er verlebte, wie er selbst sich brieflich an eine nahe Verwandte äußerte, eine recht sorgenlose und heitere Jugend.

### Berufsausbildung
Brautlecht entwickelte schon früh eine Neigung zum Studium der Naturwissenschaften, die ihn schließlich dazu brachte, sich der Pharmazie zuzuwenden. Er besuchte die Bürgerschule, später das Gymnasium, und wurde mit 14 Jahren zu Michaelis 1851 als Apothekerlehrling zu seinem Onkel mütterlicherseits, dem Dr. Fr. Brendecke, in Gittelde am Harz geschickt. Sein Onkel, der selbst eine Reihe von wissenschaftlichen Arbeiten veröffentlicht hatte, nahm entscheidenden Einfluss auf sein ganzes späteres Leben und regte in ihm den Sinn für wissenschaftliche Beschäftigung an. Zudem war er für den jungen Brautlecht stets ein Beispiel von Humanität und Freiheitsliebe. Brautlecht schrieb selbst von ihm: „Ich glaube nicht, dass Jemand im Verhältniss zu seinen Mitteln im Stillen die Armen mehr unterstützt hat als er. Nicht vielen möchte es einfallen, sich solche Einschränkungen aufzuerlegen, wie er sie in dem Hungerjahre 1847 machte, um dafür desto mehr arme Familien speisen zu können. Diesen sowohl wie seinen Freiheitsbestrebungen lagen die uneigennützigsten Principien zu Grunde, es war der reine Sinn für das Wohl der Mitmenschen“.
Zu Ostern 1855 hatte er seine Lehrzeit vollendet und absolvierte sein Examen zum Apothekergehilfen. Danach wollte er Naturwissenschaften und Medizin studieren. Nach mehreren Todesfällen in seinem Elternhaus war allerdings an ein so kostspieliges Studium nicht mehr zu denken. Zunächst starb sein Großvater, dann seine Mutter im Kindbett und bald nachher auch seine Großmutter. Brautlechts Vater war durch seinen großen Betrieb und seine zahlreichen noch unmündigen Kindern gezwungen, wieder zu heiraten. Das Geschäft ging immer mehr zurück und die Familie vergrößerte sich, zu den sieben Kindern der ersten Ehe kamen noch vier der zweiten Ehe. So war Brautlecht gezwungen, seinen Studienwunsch aufzugeben.

### Berufliche Tätigkeit und Weiterbildung
Brautlecht ging von Ostern 1855 bis Michaelis 1855 als Gehilfe in die Apotheke von Dr. E. Witting jun. in Höxter und dann bis Ostern 1858 in die Apotheke von E. Halle in Ebstorf, wo er die Gelegenheit bekam, sich im Laboratorium des Dr. Erdmann an der dortigen landwirtschaftlichen Lehranstalt, der Georgsanstalt, mit analytischen und synthetischen Arbeiten der Chemie zu beschäftigen. Vom 1. April 1858 bis 1. April 1859 diente er als Einjährig-Freiwilliger Pharmazeut im Herzoglichen Militärhospital zu Braunschweig und zeichnete sich, wie sein Vorgesetzter, Brigadestabsarzt Dr. Knocke, ihm bescheinigte, durch gewissenhafte Erfüllung seiner Obliegenheiten, sowie durch sittliches Verhalten aus.
Michaelis 1859 bezog er als Studiosus der Pharmazie das Collegium Carolinum, hörte die Vorlesungen von Wilhelm August Gottlieb Assmann über deutsche Sprache und Literatur, Johann Heinrich Blasius über Mineralogie, Geologie und Botanik, Professor Schleiter über Arithmetik und Algebra, Hans Sommer über ebene Geometrie und Trigonometrie, Schulrat Professor Dr. Uhde über populäre Astronomie und Experimentalphysik und Medizinalrat Friedrich Julius Otto über allgemeine Chemie und praktische Arbeiten im chemischen Laboratorium „mit der größten Regelmäßigkeit und stetiger und reger Aufmerksamkeit“ und hatte von seinem Studium auch einen „sehr guten“ Erfolg. Bei der Preisverteilung Michaelis 1860 wurde ihm für Bearbeitung der chemischen Aufgabe eine öffentliche Belobung zuerkannt.
Von Ostern 1861 bis Michaelis 1861 verwaltete er die Apotheke von Herrn Kambly in Lichtenberg, war dann vom 1. April 1862 bis 1. Oktober 1862 als Rezeptarius bei H. Toel in Bremen angestellt, wurde am 29. Oktober desselben Jahres nach besonderer Prüfung als Apothekenadministrator vereidigt und zum Apothekenadministrator in Lutter am Barenberge verpflichtet. Am 12. Oktober 1863 wurde er als wirkliches Mitglied in den Apothekerverein in Norddeutschland aufgenommen.

### Selbständiger Apotheker und Forscher
Ab 1. Dezember 1863 – ausgehändigt am 9. Dezember – erhielt Brautlecht die Konzession zur Anlegung einer Apotheke in Wendeburg mit der Erlaubnis, daneben ein Materialwarengeschäft zu betreiben. 1864 heiratete er Helene Hagelberg, die er während seines Aufenthaltes in Ebstorf kennen gelernt hatte. Das einzige Kind dieser überaus glücklichen Ehe, eine Tochter, wurde 1868 geboren.
Leider war die Apotheke klein und seine Zeit sehr in Anspruch genommen, sodass sich Brautlecht seinen wissenschaftlichen Studien nicht in der Weise widmen konnte, wie er es wohl gewünscht hätte. Nichtsdestoweniger arbeitete er unermüdlich weiter und widmete sich ganz besonders bakteriologischen Arbeiten, worin ihm die Untersuchungen von Klebs, Koch und anderen als leuchtendes Vorbild dienten. In seiner einsamen Landapotheke hatte er sich ein kleines bakteriologisches und chemisches Laboratorium eingerichtet, hielt sich eine Reihe von Versuchstieren, beschaffte sich eine reichhaltige Bibliothek und war jahrelang bemüht, die Ursachen des Schweinerotlaufs aufzufinden. Von 1877 und 1878 an beschäftigte er sich speziell mit der Ätiologie des Typhus abdominalis und dem Rückfalltyphus, den er in größerem Maßstab bei einer ausgebreiteten Epidemie in Braunschweig studieren konnte. Wöchentlich kam er mehrere Male nach Braunschweig, um das Fortschreiten seiner Arbeiten mit Gesinnungsgenossen zu besprechen und hielt oft über seine Forschungen Vorträge im Verein für Naturwissenschaft und im ärztlichen Verein des Kreises Braunschweig. Mit großem Interesse schloss er sich dem 1878 gegründeten Verein für öffentliche Gesundheitspflege im Herzogtum Braunschweig an, in dem er für die von demselben eingerichtete Untersuchungsstelle die mikroskopische und bacterioskopische Analyse der Trinkwässer übernahm. Er führte hunderte von Trinkwasseruntersuchungen durch und wurde von den verschiedensten städtischen und staatlichen Behörden um Abgabe von Gutachten in Trinkwasserfragen ersucht. 1878 besuchte er die Naturforscherversammlung in Kassel, 1880 die in Hamburg und 1882 die in Eisenach und machte namentlich in den Sektionen für öffentliche Gesundheitspflege Mitteilung von den Resultaten seiner Arbeiten. Auch im Ausland hatte er als wissenschaftlicher Forscher einen guten Ruf, er erhielt anerkennende Briefe von Edwin Klebs in Prag und G. Buchanan in London. In Berlin interessierte sich besonders Rudolf Virchow für das Fortschreiten seiner Arbeiten.
Er scheute keine Mühe und keine Kosten seine Studien über den Typhus abdominalis zum Abschluss zu bringen. Wenn er von irgendjemandem in der Nähe oder weiteren Umgebung Braunschweigs Nachricht von einer Typhusepidemie erhielt, reiste er hin, um die Verhältnisse an Ort und Stelle zu studieren und sich Wasserproben zur weiteren Untersuchung zu entnehmen. Eine Reihe von Resultaten seiner Untersuchungen, speziell Analysen einzelner Brunnenwässer, finden sich in den Akten der Untersuchungsstelle des Vereins für öffentliche Gesundheitspflege im Herzogtum Braunschweig. Einiges davon wurde auch in dem vom Verein herausgegebenen Monatsblatt für öffentliche Gesundheitspflege seit 1878 veröffentlicht.

### Wissenschaftliche Tätigkeiten
Auf der Naturforscherversammlung in Kassel 1880 sprach er sich in der Debatte gegen die Nägeli’schen Ansichten über Übertragung der Bakterien aus dem Boden in die Luft (siehe die Verhandlungen derselben) aus. Sehr häufig machte er auch Mitteilungen aus seinen Arbeiten im Verein für Naturwissenschaft zu Braunschweig, u. a. „Vortrag über die Ursachen des Rückfalltyphus“ (siehe Jahresbericht 1879/80, S. 17); „Vortrag über Tuberkelbacillen“ (siehe Braunschweigische Anzeigen Nr. 274 vom 22. November 1882); von seinen Vorträgen im ärztlichen Verein sind die über „Rachitis“ und „Gährungs- und Fäulnissprocesse“ zu erwähnen, die in ärztlichen Kreisen mit großem Interesse gehört wurden.
Leider sollten seine wissenschaftlichen Arbeiten durch eine in den 1880er Jahren eingetretene schwere Erkrankung nicht zu einem definitiven Abschluss kommen. Gerade in den letzten Wochen seines Lebens starb eins seiner Versuchstiere, das den Abschluss einer ganzen Reihe von Beobachtungen bilden sollte. Gegen Ende 1882 zeigte sich an der einen Speicheldrüse eine stärkere Anschwellung, die Ende Februar 1883 entfernt wurde. Nach sehr gut verlaufener Operation bildete sich schon nach einigen Wochen eine neue Geschwulst. Auf den Rat seiner Ärzte ging Brautlecht nach Berlin in das königliche Augusta-Hospital, wo Ernst Küster am 9. April die zweite Operation vornahm. Es hatte sich, wie die Untersuchung ergab, ein Spindelzellen-Sarkom gebildet. Die Heilung verlief wieder sehr gut. Trotz innerlichem Gebrauch von Arsenik zeigten sich Mitte Mai wieder Rezidive. Wieder ging Brautlecht nach Berlin, eine Operation war nicht mehr möglich, es wurden Einspritzungen mit Über-Osmiumsäure gemacht, aber auch diese blieben ohne Erfolg. Am 13. Juni starb Brautlecht in Wendeburg.

## Schriften
- Die in Wolfenbüttel und Braunschweig erbohrten Tiefbrunnen. In: Monatsblatt für Öffentliche Gesundheitspflege im Herzogtum Braunschweig. Bd. 2 (1879), H. 9, S. 138–141, urn:nbn:de:gbv:084-10041608562.
- Pathogene Bacteriaceen im Trinkwasser bei Epidemien von Typhus abdominalis. In: Archiv für pathologische Anatomie und Physiologie und für klinische Medicin. Bd. 84 (1881), S. 80–86.
- Ueber die Uebertragung der Bacterien aus dem Boden in die Luft. Vortrag, gehalten auf der Naturforscherversammlung zu Eisenach 19. September 1882. Abgedruckt in: Verhandlungen der Naturforscher-Versammlung zu Eisenach 1882; ebenso in: Deutsche Medizinische Wochenschrift. Bd. 8 (1882), H. 50.